# Umfredo IV di Toron
Umfredo IV di Toron (1166 circa – 1198) è stato un cavaliere medievale normanno feudatario nel regno crociato di Gerusalemme. Signore di Toron dal 1179 al 1183 e signore titolare di Oltregiordano dal 1187 alla morte.

## Biografia
Era figlio di Umfredo III di Toron e di Stefania de Milly, erede della signoria di Oltregiordano; suo nonno era Umfredo II, connestabile di Gerusalemme; era anche figliastro del secondo e terzo marito di sua madre Stefania, Milone di Plancy e Rinaldo di Châtillon. Sua sorella Isabella sposò Ruben III d'Armenia.
Quella dei Toron fu una delle prime famiglie crociate e faceva parte della fazione dei baroni che si opponeva ai nuovi arrivati che venivano dall'Europa per combattere e si alleavano con la famiglia reale.
Umfredo IV divenne signore di Toron nel 1179, quando suo nonno Umfredo II morì a causa delle ferite ricevute per aver salvato la vita al re Baldovino IV, a Bāniyās.

### Il matrimonio con Isabella di Gerusalemme
Nel 1180 fu concordato il suo matrimonio con Isabella di Gerusalemme, figlia di Amalrico I e sorellastra di Baldovino IV, con la condizione che Toron sarebbe entrato nel demanio regio. Secondo Guglielmo di Tiro fu un ordine del re in pagamento del debito d'onore contratto nei confronti del nonno di Umfredo, Umfredo II che era stato ferito mortalmente a Bāniyās proprio per salvare la vita al sovrano, ma la manovra serviva anche ad allontanare Isabella dall'orbita politica degli Ibelin.
Le nozze furono celebrate nel 1183, quando lo sposo aveva circa sedici o diciassette anni e la sposa appena undici. A quanto pare, l'obiettivo politico di questa unione fu raggiunto: la madre di Umfredo, Stefania de Milly, e il suo patrigno Rinaldo di Châtillon riuscirono a restringere sempre più i contatti di Isabella con la madre Maria e il patrigno Baliano.
La notte stessa del matrimonio reale la fortezza di Kerak, dove si trovavano gli sposi, fu posta sotto assedio dalle truppe del Saladino. Stefania de Milly inviò al sovrano musulmano un messaggio nel quale lo informava delle nozze appena celebrate e gli ricordava la loro storia comune. Scrive Ernoul:
(Ernoul, Cronaca di Ernoul)
Probabilmente si tratta di un episodio di fantasia: nessuna fonte araba parla infatti di un periodo di schiavitù vissuto dal Saladino presso il castello di Kerak ed è difficile che gli possa essere stato donato del vino, il cui consumo è vietato dal Corano. Egli continuò comunque ad assediare il resto della fortezza fino all'intervento del re Baldovino IV.

### Il sostegno a Guido di Lusignano
Nel 1186, quando Baldovino V morì, il suo patrigno Rinaldo tentò di convincere Umfredo a rivendicare il trono in forza dei diritti vantati da Isabella, la cui madre, la regina madre Maria Comnena, e la fazione degli Ibelin volevano incoronare al più presto. Invece Umfredo, che all'epoca aveva circa venti anni, scelse di giurare fedeltà a Guido di Lusignano, marito di Sibilla, la sorellastra di Isabella. Rinaldo e gli altri nobili, così come gli Ibelin, seguirono con riluttanza il suo esempio ed appoggiarono Guido anche se questi, che era arrivato in Outremer dopo il 1177, in passato era stato privato della reggenza dal suo morente cognato, Baldovino IV, a causa della sua condotta durante l'assedio di Kerark del 1183.
Guido si dimostrò un re assai mediocre e Saladino conquistò la maggior parte del regno nel 1187. Nello stesso anno Umfredo fu catturato alla battaglia di Hattin, ma fu rilasciato e tornò a Kerak per preparare la sua difesa. Fu catturato di nuovo quando Kerak cadde nel 1189, ma fu di nuovo liberato. I baroni di Gerusalemme avevano accettato malvolentieri Guido come re, mancando un candidato rivale (a causa della diffidenza di Umfredo) e dopo la caduta di Gerusalemme si rivoltarono contro di lui. La morte di Sibilla nel 1190, durante l'assedio di San Giovanni d'Acri della terza crociata, privò Guido delle basi legali delle sue pretesa al trono. Isabella era ora regina di diritto, ma Umfredo rimase leale a Guido che era determinato a restare re.

### Il divorzio da Isabella di Gerusalemme
La madre ed il patrigno di Isabella, Maria e Baliano, ed altri importanti nobili, incluso Reginaldo di Sidone, ora appoggiavano Corrado del Monferrato, zio di Baldovino, il cui arrivo nel 1187 aveva salvato la città di Tiro e, in effetti, il regno. Essi decisero che Isabella doveva divorziare da Umfredo per sposare Corrado. Isabella protestò perché Umfredo era sempre stato gentile con lei. Ciononostante, la regina fu rapita da suo marito e spinta da sua madre ad accettare un annullamento canonico del matrimonio, sulla base del fatto che lei aveva sposato Umfredo quando era ancora minorenne ed era stata forzata dalla volontà del suo fratellastro, re Baldovino IV. Guido di Senlis, maestro di palazzo di Francia, sfidò Umfredo ad un duello giudiziario sulla questione del consenso di Isabella al matrimonio, ma lui rifiutò di combattere, forse perché, in effetti, lei aveva meno di dodici anni quando si erano sposati.
Anche i suoi simpatizzanti consideravano Umfredo debole e piuttosto effeminato:
"Mentre la natura si chiedeva se fare un uomo o ragazza,
tu se nato, o bellezza, un ragazzo che è quasi ragazza."»
(Itinerarium Peregrinorum et Gesta Regis Ricardi)
Ubaldo Lanfranchi, arcivescovo di Pisa e legato pontificio, e Philip di Dreux, vescovo di Beauvais (un parente di Corrado), annullarono il matrimonio tra Umfredo ed Isabella. Corrado la sposò il 24 novembre 1190, nonostante le accuse di bigamia: mentre la sua prima moglie era morta prima del 1186 la sua seconda moglie era ancora viva a Costantinopoli, ma probabilmente aveva divorziato. In forza dei diritti spettanti ad Isabella Corrado reclamò il trono di Gerusalemme con l'appoggio degli Ibelin ed altri baroni. Prima di prendere dimora a Tiro insieme al nuovo marito, Isabella liquidò Umfredo restituendogli il titolo signorile di Toron, Chastel Neuf e dei territori pertinenti, che erano stati incorporati nei domini reali al momento del matrimonio, ma che frattanto erano stati occupati da Saladino.

### L'alleanza con Riccardo d'Inghilterra
Umfredo poco dopo si alleò con Riccardo I d'Inghilterra, prima nella conquista di Cipro e poi contro Saladino. Poiché Umfredo parlava arabo era in grado di negoziare con Saladino in nome di Riccardo. Nel 1192, quando Corrado fu assassinato dai Nizariti, Umfredo, Riccardo e vari altri furono sospettati di essere coinvolti, anche se questo appare improbabile. Isabella fu poi sposata con Enrico II di Champagne. Umfredo probabilmente morì attorno al 1198 e la signoria di Toron fu reclamata da sua sorella Isabella (moglie di Ruben III d'Armenia) e dal figlio di lei, il rex iunior della Piccola Armenia e principe d'Antiochia, infine il titolo sulla signoria fu ereditato dalla famiglia Montfort, i signori di Toron e Tiro.

## Umfredo nella finzione
Umfredo è apparso in molti romanzi sulle Crociate. In The Knights di Dark Renown e The Kings di Vain Intent di Graham Shelby, egli è raffigurato come un giovane eroe romantico, in un rapporto predestinato con Isabella. Nel fantasy storico El unicornio di Manuel Mujica Láinez egli è raffigurato come un effeminato omosessuale, oppresso dal confronto con la reputazione eroica del nonno.
Egli appare brevemente nel film del 2005 Le crociate - Kingdom of Heaven al fianco del patrigno Rinaldo di Châtillon a Kerak. Egli aveva un ruolo più importante, ma storicamente inesatto, in una prima bozza della sceneggiatura, nella quale egli arriva dalla Francia negli anni 1180 (in realtà passò tutta la vita in Outremer) e viene assassinato da Guido di Lusignano dopo avergli giurato fedeltà.